# Niepołomice
Niepołomice is een stad in het Poolse woiwodschap Klein-Polen, gelegen in de powiat Wielicki. De oppervlakte bedraagt 27,08 km², het inwonertal ruim 12000 (2017). In het stadje ligt ook een oude koninklijke residentie, het Kasteel van Niepołomice.